# 허용 노출 한계
허용 노출 한계(Permissible exposure limit, PEL 또는 OSHA PEL)는 미국에서 근로자가 화학 물질 또는 고수준 소음과 같은 물리적 요인에 노출될 수 있는 법적 한계이다. 허용 노출 한계는 미국 산업안전보건청 (OSHA)에 의해 설정되었다. OSHA의 대부분의 PEL은 1970년 산업안전보건(OSH)법 채택 직후 발표되었다.
화학 물질 규제는 때때로 Ppm (ppm)으로 표현되지만, 종종 밀리그램 당 세제곱미터 (mg/m3)로도 표현된다. 잡음과 같은 물리적 요인의 측정 단위는 해당 요인에 따라 다르다.
PEL은 일반적으로 시간 가중 평균(TWA)으로 주어지지만, 일부는 단기 노출 한계 (STEL) 또는 최고 한계이다. TWA는 지정된 기간, 보통 명목상 8시간 동안의 평균 노출이다. 이는 TWA가 초과되지 않고 해당되는 일탈 한계가 초과되지 않는 한, 제한된 기간 동안 작업자가 PEL보다 높은 농도 노출에 노출될 수 있음을 의미한다. 일탈 한계는 일반적으로 "...작업일 동안 총 30분 이내로 작업자 노출 수준이 PEL-TWA의 3배를 초과할 수 있으며, 어떤 경우에도 PEL-TWA의 5배를 초과해서는 안 된다"는 것을 의미한다. PEL-TWA가 초과되지 않는 경우." 일탈 한계는 일부 주(예: 오리건)에서 그리고 연방 차원에서 석면과 같은 특정 오염 물질에 대해 시행된다.
단기 노출 한계는 단일 작업 교대 중 최대 노출의 15-30분 기간 동안의 평균 노출을 다루는 한계이다. 최고 한계는 어떠한 경우에도 초과될 수 없는 한계이며, 자극성 물질 및 즉각적인 영향을 미치는 다른 물질에 적용된다.

## 직업성 소음 노출 관련 규제 기관

### OSHA
OSHA 표준의 현재 PEL은 5 데시벨 교환율을 기준으로 한다. 소음 노출에 대한 OSHA의 PEL은 8시간 TWA 기준으로 90데시벨(dBA)이다. 90-140 dBA 수준이 소음 노출량에 포함된다. PEL은 소음 노출에 대해 100% "선량"으로도 표현될 수 있다. 소음 노출이 5dB 증가하면 노출 시간은 절반으로 줄어든다. OSHA에 따르면 95dBA TWA는 200% 선량이 될 것이다. TWA가 90 dBA를 초과하면 PEL이 초과된다. OSHA는 PEL이 초과될 때 실행 가능한 공학적 또는 행정적 통제와 의무적인 청력 보호를 요구한다.

### MSHA
OSHA와 마찬가지로, 광산 안전 보건청 (MSHA)도 PEL에 대해 동일한 5데시벨 교환율과 8시간 TWA에 대한 90dBA를 사용한다. 광부의 소음 노출이 PEL을 초과하면, 직원의 소음 노출을 제한하기 위해 실행 가능한 공학적 및 행정적 통제가 마련되어야 한다. 광산 운영자가 행정적 통제를 사용하는 경우, 해당 통제 절차는 게시판에 게시되어야 하며 모든 관련 직원에게 사본이 제공되어야 한다.

### NIOSH
미국 국립 직업안전위생연구소 (NIOSH)의 소음 노출에 대한 권고 노출 한계 (REL)는 3데시벨 교환율을 사용한다. 직업성 소음 노출에 대한 권고는 8시간 TWA 기준으로 85데시벨(dBA)이다. 85dB를 3dB 초과할 때마다 노출 시간은 절반으로 줄어든다. NIOSH는 이 수준 이상의 노출을 위험하다고 보고한다. NIOSH는 위험한 소음을 줄이거나 제거하기 위해 통제 계층 구조를 사용한다.

## 허용 노출 한계에 대한 화학 물질 규제
허용 노출 한계는 OSHA가 정한 직장 내 화학 물질 위험에 대한 규제 한계이다. 기관은 화학 물질 사용 및 노출에 대해 더 엄격한 지침을 시행할 수 있지만, 최소한 OSHA 지침을 따라야 한다. 허용 노출 한계는 시간 가중 평균으로, 작업자는 작업 교대 중 다른 시간에 화학 물질에 더 높은 농도로 노출될 수 있음을 의미한다.
허용 노출 한계를 설정하는 데는 여러 요인이 기여한다. 임계치 한계값 (TLV)은 종종 미국 산업 위생사 정부 회의 (ACGHI)에 의해 결정되며, PEL을 결정하는 핵심 구성 요소이다. PEL 결정에 기여하는 다른 요소로는 독성과 입자 크기가 있다.
화학 물질에 대한 PEL은 mg/M3 (밀리그램 당 세제곱미터)로 측정된다. Mg/M3는 공기 중 오염 물질의 질량을 측정하는 데 사용된다. PEL 준수 여부는 직접 측정 도구, 다양한 샘플링 방법 및 근로자의 생체 표지자 측정을 통해 모니터링된다. 생체 표지자 샘플링에는 소변과 혈액 샘플링이 포함될 수 있다. Q-Trak과 같은 직접 측정 도구와 기체 크로마토그래피와 같은 간접 측정 도구가 공기 샘플링에 사용될 수 있다.

## 소음 노출
미국 산업안전보건청 (OSHA)은 직업성 소음에 대한 허용 노출 한도를 90dB로 설정했으며, 이는 8시간 근무일의 8시간 시간 가중 평균을 기준으로 한다. 작업자 안전을 위해 OSHA는 소음 수준이 85데시벨을 초과할 때 청력 보존 프로그램을 의무화한다. 이는 부문, 직업 또는 국가에 따라 달라질 수 있다.
현재 약 2억 명의 미국인이 유해한 직장 소음에 노출되어 있다. 직장 외에도 소음 노출이 개인에게 더 많거나 적게 영향을 미칠 수 있는 여러 요인이 있다. 이러한 요인에는 노화, 유전적 요인, 여가 활동 및 일부 질병이 포함될 수 있지만 이에 국한되지는 않는다.
지역 사회의 소음 수준 및 소음 제어에 대한 권고사항이 존재하지만, 비직업적 환경 또는 일반 환경에서 허용 가능한 노출 한도에 대한 일반적인 합의는 부족하다. 소음 노출 수준을 제한하는 데 사용할 수 있는 몇 가지 접근 방식이 있다. 소음 노출을 제한하는 한 가지 방법은 귀마개 또는 귀덮개와 같은 개인 보호 장비 (PPE)를 착용하는 것이다. 노출을 제한하는 또 다른 방법은 소음 노출이 심한 환경에 머무는 것을 줄이는 것이다. 이를 염두에 두고 장기간 소음 노출에 대해 개인에게 정보를 제공하는 것이 중요하다.

## 같이 보기
- 광산 안전 보건청
- 미국 국립 직업안전위생연구소
- 권고 노출 한계
- 호흡기 지정 보호 요소
- STEL
- ACGIH에서 발행한 임계치 한계값
- 직업 노출 밴딩